# Chilochromopsis
Chilochromopsis és un gènere monotípic d'arnes de la família Crambidae. Conté només una espècie, Chilochromopsis sceletogramma, que es troba a Mèxic, Costa Rica i Cuba.